# Giải vô địch bóng đá Niue
Giải vô địch bóng đá Niue là giải bóng đá hàng đầu của Niue. Hầu hết các đội bóng và cầu thủ đều nghiệp dư.

## Câu lạc bộ
- Alofi F.C.
- Ava
- Avatele
- Hakupu
- Liku
- Makefu F.C.
- Muta
- Talava F.C.
- Tuapa
- Vaiea

## Các nhà vô địch
- 1985: Alofi F.C.
- 1986-97: không rõ
- 1998: Lakepa
- 1999: Talava F.C.
- 2000: Talava F.C.
- 2001: Alofi F.C.
- 2002: không rõ
- 2003: không rõ
- 2004: Talava F.C.
- 2005: Talava F.C.[1]
- 2006-09: không rõ
- 2010:Vaiea United
- 2011:Vaiea Sting
- 2012:Vaiea Sting

Các CLB sau đây giành được ít nhất 1 chức vô địch (trước năm 1998):
- Hakupu
- Tuapa
- Tamakakautonga

## Cup
Vào năm 2005 trận đấu giữa Vaiea V Talava đã bị hoãn Tavala F.C. đã được trao chức vô địch.
1. ↑  Niue 2005 at rsssf.com